# Друце Йон Пантелійович
Іон (Йон) Пантелійович Друце (рум. Ion Druţă, Іван Пантелійович Друца; 3 вересня 1928, с. Городiште, Сорокський повіт, Бессарабія — 28 вересня 2023, Москва) — радянський і молдавський письменник і драматург.

## Біографія
Іон Друце народився 3 вересня 1928 року в селі Городище (нині Дондюшанський район Молдавії) в селянській родині.
Закінчив школу лісового господарства, працював секретарем сільради, в 1947—1951 роках служив в армії. Член ВЛКСМ (1945—1956).
Публікується з 1950 року. Закінчив Вищі літературні курси літературної інституту ім. А. М. Горького (+1957). Писав спочатку молдавською, а з 1960 також і російською мовою. Придбав всесоюзну популярність після публікації в російській перекладі повісті «Листя смутку» (1957, інша назва «Георге, вдовин син»). У 1968 році під тиском постійної критики з боку ЦК КП Молдавської РСР переселився в Москву.
Перші твори Друце були опубліковані на початку 1950-х років. У світ виходять збірники його оповідань, повісті «Листя смутку» («Frunze de dor»), «Набрання розуму розуму», «Останній місяць осені» («Ultima lună de toamnă»), «Хліб любов і мужність», «Повернення на круги своя», «Недовгий вік зеленого аркуша», романи «Запах стиглої айви» («Mirosul gutuiei coapte»), «Тягар нашої доброти» («Povara bunătăţii noastre»), «Самотність пастиря» та інші твори.
У 1967 році за п'єсу «Каса Маре», повість «Останній місяць осені» і роман «Степові балади» (1-у частину дилогії «Тягар нашої доброти») він отримав державну премію МРСР. У 1987 році Іон Друце був одноголосно обраний почесним президентом Спілки письменників Молдови (в 1998 заявив про вихід з Союзу).
Є почесним членом Румунської Академії і членом Академії Наук Республіки Молдова. Голова товариства Св. Апостола Павла («Будинки Апостола Павла»).
У 1990-ті роки звертається до релігійної теми, черпаючи сюжети і смисли в євангельській епосі і створюючи образи Ісуса Христа і апостола Павла. Це, за оцінкою критики, продуктивний «творчий і духовний контакт зі Священною книгою» (Євген Єрмолін).

## Сім'я
Дружина — Ера Самуїловна Росина (1929—2017), дочка відомого єврейського поета Шмуеля (Самуїла Ізраїлевича) Росина (1892—1941), який загинув при обороні Вязьми. Дочки-близнюки — Ольга (живе в Ізраїлі) і Тетяна (1958—2011).